# Московско-Курский регион Московской железной дороги
Московско-Курский регион МЖД — один из восьми регионов Московской железной дороги.
Самый крупный регион МЖД.

## История
Предшественником Московско-Курского региона было Московско-Курское отделение Московской железной дороги.
До 1998 года в ведении Московско-Курского отделения МЖД находились только Курское направление МЖД от Москвы-Курской до станции Ока и участок Горьковского направления МЖД от Москвы-Курской до Петушков.
1 июня 1998 года в ходе реорганизации Московско-Ярославского отделения Московской железной дороги путём его присоединения к Московско-Курскому отделению этой же железной дороги в Московско-Курское отделение были переданы следующие участки дорог бывшего Московско-Ярославского отделения:
- Москва-Пассажирская-Ярославская — Александров
- Иванцево — Пост 81 км
- Александров — Поточино
- Мытищи — Пирогово (на момент вхождения была закрыта, через 3 года демонтирована)
- Софрино — Красноармейск
- Мытищи — Фрязево
- Болшево — О.п. Фрязино-Пассажирская
- съезды со станции Лосиноостровская на Малое кольцо МЖД.

Все остальные участки бывшего Московско-Ярославского отделения вошли в состав Московско-Смоленского отделения Московской железной дороги.
В 2001 году к Московско-Курскому отделению было присоединено Московско-Павелецкое отделение Московской железной дороги. Московско-Павелецкое отделение, образованное в 1995 году путём объединения Каширского и Московско-Окружного отделений Московской железной дороги, в свою очередь включало в себя Павелецкое направление МЖД, Малое кольцо МЖД, и часть Большого кольца МЖД. Всё хозяйство Московско-Павелецкого отделения вошло в состав Московско-Курского отделения.
В 2010 году в связи с административно-территориальной реформой ОАО «РЖД» и переходом на безотделенческую систему работы Московско-Курское отделение МЖД было упразднено с одновременным созданием на его основе Московско-Курского региона МЖД. При этом к региону отошла значительная часть дорог от Московско-Рязанского отделения: Казанское направление МЖД (Москва-Пасс. Казанская — Черусти), участок Рязанского направления МЖД (Москва-Пасс. Казанская — Бронницы), смежные участки Большого кольца МЖД. Участок Большого кольца на севере передан в Московско-Смоленский регион (Костино — Наугольный). Все раздельные пункты на территории региона стали входить в созданный Московско-Курский центр организации работы железнодорожных станций ДЦС-1 Московской дирекции управления движением.
В начале 2012 года был создан новый Московско-Горьковский ДЦС-8 (без образования региона), часть станций ДЦС-1 передана в него (Казанское, Рязанское и Павелецкое направления в границах региона, а также прилегающие участки Большого кольца от Детково до Дулёво в границах региона).
В 2013 году границы регионов были немного изменены: участки Большого кольца со станциями Непецино (и пл. Ратмирово), Берендино и Лопатино, Егорьевск I были переданы в Московско-Рязанский регион. По Алексеевской соединительной линии границей с Московско-Смоленским регионом установлен Пост Алексеевский станции Москва-Рижская (исключая). С 1 января 2014 года границы Рязанского ДЦС-2 и Московско-Горьковского ДЦС-8 приведены в соответствие границам регионов: четыре упомянутых раздельных пункта переданы из ДЦС-8 в ДЦС-2.
В 2013—2016 годах проводилась реконструкция (замена путей со строительством 3-го главного пути от Пресни до Угрешской, электрификация) Малого кольца МЖД, а 10 сентября 2016 г. состоялся запуск на нём пассажирского движения (МЦК).

## Территория

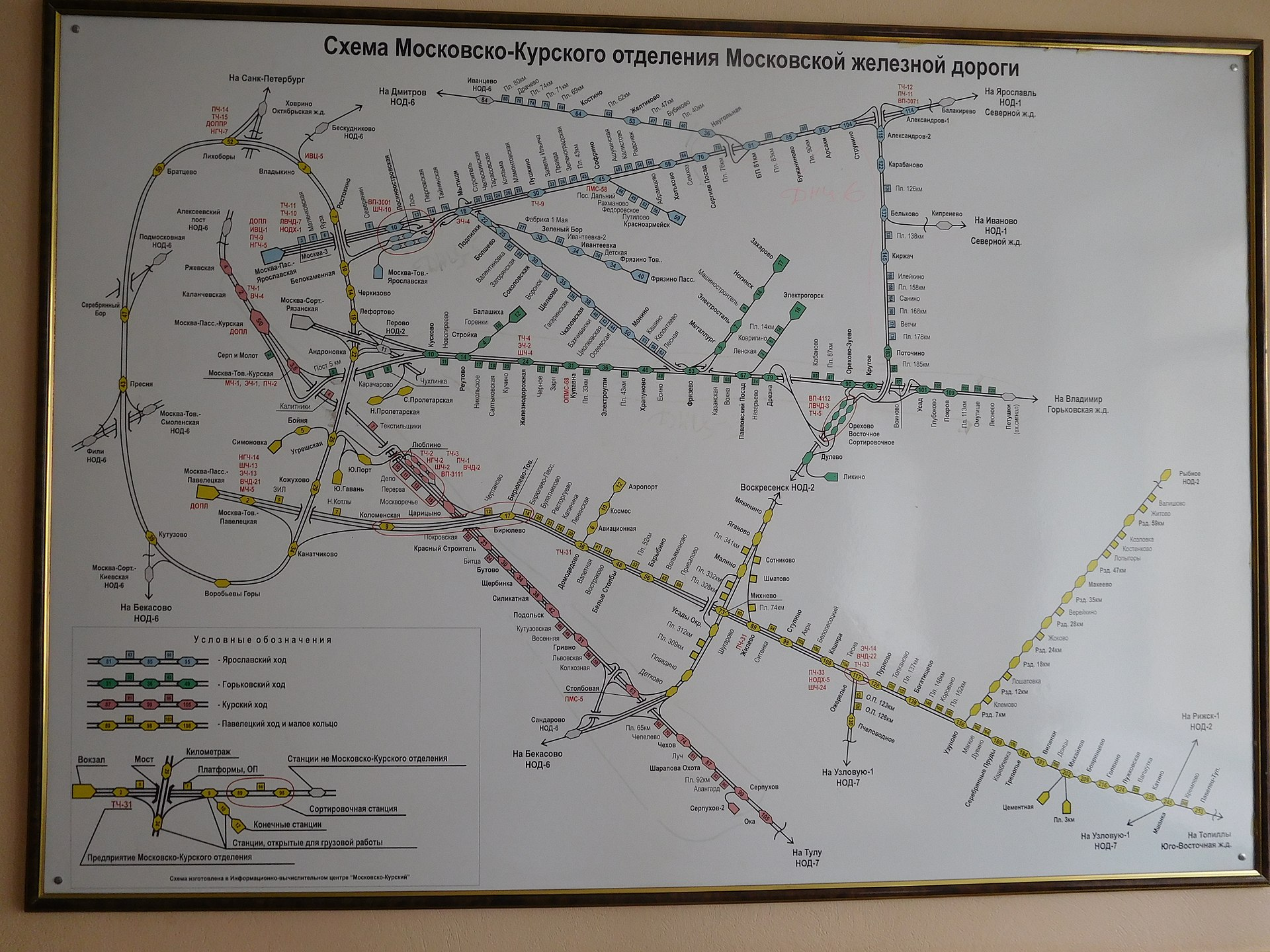
Схема Московско-Курского региона МЖД. Актуализация 2018

Московско-Курский регион включает следующие линии:
- Курское направление МЖД с Алексеевской соединительной линией: Пост Алексеевский станции Москва-Рижская (исключая, граница с Московско-Смоленским регионом МЖД) — Москва-Пассажирская-Курская — Ока/107 км (далее граница с Тульским регионом МЖД)
- Горьковское направление МЖД : Москва-Пассажирская-Курская — Петушки (не включая Петушки, на этой станции граница с ГЖД)
- Павелецкое направление МЖД: Москва-Пассажирская-Павелецкая — Ступино (исключая, далее граница с Московско-Рязанским регионом МЖД)
- Ярославское направление МЖД : Москва-Пассажирская-Ярославская — Александров-1 (далее идёт граница с СЖД)
- Казанское направление МЖД : Москва-Пассажирская-Казанская — Черусти (далее идёт граница с ГЖД)
- Рязанское направление МЖД : Москва-Пассажирская-Казанская — Бронницы (далее идёт граница с Московско-Рязанским регионом МЖД)
- Малое кольцо полностью[10]
- Большое кольцо МЖД — два участка : Столбовая (включая) / Сандарово (исключая) — Непецино (исключая) и Наугольный — Егорьевск I / Берендино (исключая обе), на втором из них примыкание линии СЖД на Бельково

## Управление

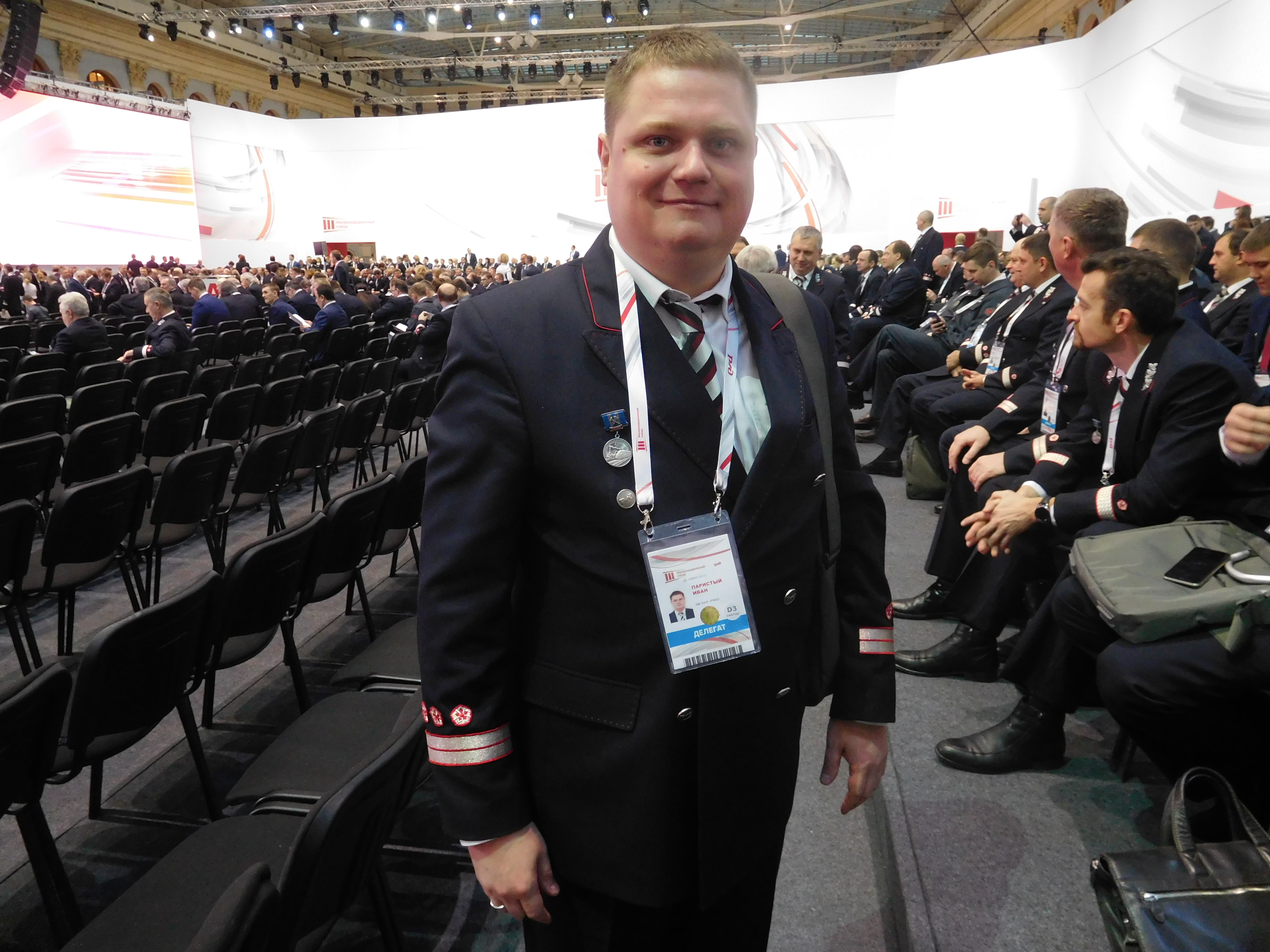
Заместитель начальника МЖД по территориальному управлению 2018-2024 Иван Паристый — внук Ивана Паристого-старшего

Управление находится в Москве, на ул. Верхняя Красносельская, 10.
Заместитель начальника МЖД по региону с 2018 — Паристый Иван Сергеевич. С 2024 года перешёл на должность Главного инженера Московской железной дороги.
В ноябре 2024 года Попов Виктор Викторович назначен заместителем начальника Московской железной дороги – филиала ОАО «РЖД» (по территориальному управлению).